# André III del Marmol
André III del Marmol (alias Andrés), né en 1621 à Anvers et décédé en 1689 à Bruxelles est un juriste et président du Grand Conseil de Malines.

## Biographie
André del Marmol est né en 1621 à Anvers[réf. nécessaire]
Il licencié en droit de l'Université de Louvain, chevalier, conseiller de l'amirauté suprême (1666), alcade de la cour (1668) membre du Conseil Suprême des Pays-Bas à Madrid (1670), conseiller d'État (1670), enfin président du Grand Conseil de Malines (1686),,,,.
Il accéda à la noblesse héréditaire aux Pays-Bas en 1686 en tant que Président du Grand Conseil de Malines , à la suite de la déclaration du Conseil privé en date du 1er mars 1660 que les enfants et descendants des présidents et conseillers du Grand Conseil de Malines doivent être considérés comme nobles.
Il épousa Catherine-Anne Lambrechts, fille de Philippe Lambrechts, seigneur de Campenhout et Ruysbeek et le couple hérita de la propriété de Ruysbeek. Ils eurent quatre enfants, deux filles et deux fils : André François, chevalier de Saint-Jacques, doyen de la cathédrale d'Anvers († 1742) et Laurent-Hyacinthe, qui suit.